# Velleia cycnopotamica
Velleia cycnopotamica är en tvåhjärtbladig växtart som beskrevs av Ferdinand von Mueller. Velleia cycnopotamica ingår i släktet Velleia och familjen Goodeniaceae. Inga underarter finns listade i Catalogue of Life.